# 991
Anul 991 (CMXCI) a fost un an al calendarului iulian.

## Evenimente
- Bătălia de la Maldon (Marea Britanie). Conflict armat între saxoni și vikingi, în care vikingii au ieșit învingători.

## Decese
- 15 iunie: Theophanu  (n. 960)